# 1502 en santé et médecine
| Années de la santé et de la médecine : 1499 - 1500 - 1501 - 1502 - 1503 - 1504 - 1505    |
| Décennies de la santé et de la médecine : 1470 - 1480 - 1490 - 1500 - 1510 - 1520 - 1530 |

Cet article présente les faits marquants de l'année 1502 en santé et médecine.

## Événement
- 1502-1527 : Bérenger de Carpi (1457-1530) enseigne l'anatomie à Bologne[1].

## Publications
- Publication à Venise, chez Bernardino Guerralda, de l'Historia corporis humani sive Anatomice d'Alessandro Benedetti, où l'on trouve « la première description [d'un théâtre d'anatomie] dans une source imprimée[2] ».
- Gabriel de Zerbis, Liber anatomiae corporis humani et singulorum membrorum illius (« Anatomie du corps humain et de chacun de ses organes[3] »).

## Naissances
- Juin : Guillaume Bigot (mort après 1549[4]), écrivain, médecin et humaniste français[5],[6].
- Pierre Tolet (mort en 1586), médecin français qui a participé à la transmission du savoir médico-chirurgical en langue française[7].
- Antoine-Marie Zaccaria (mort en 1539), médecin et prêtre italien, canonisé, fondateur de l'ordre des Barnabites[8].

## Décès
- 2 novembre : Antonio Benivieni (né en 1443), médecin florentin, pionnier de l'autopsie[9].
- Jean Garcin (né à une date inconnue), médecin et conseiller du roi Charles VIII, chancelier de l'université de médecine de Montpellier, et premier titulaire d'une des quatre régences fondées par le roi Louis XII en 1498[10],[11].
- Robert Pierre (né à une date inconnue), professeur de médecine à Montpellier, premier titulaire d'une des quatre régences fondées par le roi Louis XII en  1498[10],[11].